# Chanel (dal)
A Chanel Frank Ocean amerikai énekes-dalszerző dala, amely kislemezként jelent meg a Blonded Radio egyik epizódján. A dal egy remixe is megjelent a premier napján, amelyen ASAP Rocky szerepel. A számnak a fő témája Ocean férfiassága és biszexualitása, amelyet több különböző metafora kihasználásával kutat fel. A zenész egyik legsikeresebb dala, több, mint 430 millió hallgatásnál tart Spotify-on. Az Amerikai Hanglemezgyártók Szövetségétől (RIAA) platina minősítést kapott.

## Háttér
2017. március 10-én bejelentették, hogy Ocean ki fogja adni második dalát az évben. A Chanel a Blonded Radio második epizódjának részeként jelent meg, a Slide közreműködését követve Calvin Harrisszel és a Migos hiphop trióval.

## Dalszöveg
A dalszövegben Ocean nagyrészt biszexualitását kutatja fel, több utalás felhasználásával. A dal fő motívuma a Chanel márka logója, amely két egymástól elforduló C betű, amelyet a refrénben említ: „See on both sides like Chanel” (kiejtéstől függően angolul: Látom mindkét oldalt, mint a Chanel/ C mindkét oldalon, mint a Chanel) ezzel utalva rá, hogy szexualitásának köszönhetően nem csak egy nemhez vonzódik, hanem mindkettőhöz. Ezek mellett a Chanel kiejtése nagyon hasonlít az angol channel (csatorna) szóhoz, így a korábban említett sor úgy is érthető, hogy „Sea on both sides like channelv (angolul: Tenger mindkét oldalon, mint egy csatorna). Csatornák kötnek össze általában két nagy víztömeget, ez ismételten szexualitására utal, hogy neki nem csak egy tenger van, amiben kutathat, hanem kettő. A következő sorokban ezt úszás motívumokkal erősíti meg. Később a dalban beszél arról is, hogy hogyan kell heteroszexuálisként viselkednie embereknek, hogy valós szexualitásuk ne derüljön ki.
Ezt követően rasszizmusról is beszél, kiemelve, hogy a rendőrség még mindig úgy kezeli, mint egy gyereket, csak a bőrszíne miatt. Sokat beszél hírnevéből a dalban, szatírikusan hasonlítva magát egy istenhez, egy bibliai utalás segítségével: „God level, I am the I am” (angol: Isteni szint, Én vagyok a vagyok), amely utal Mózes második könyvére (3:13-14): „Isten ezt felelte Mózesnek: Vagyok, aki vagyok. Majd azt mondta: Így szólj Izráel fiaihoz: A Vagyok küldött engem hozzátok.”
Később folytatja a két oldalas megközelítést a „V both sides of the 12” (V a 12 mindkét oldalán) és a „Steam both sides of the L” (angol: Füst az L mindkét oldalán) sorokkal, amely az Aston Martin V12V típusra utal és arra, hogy Ocean kannabiszt fogyaszt (az „L” egy szleng kifejezés a kannabisszal töltött cigarettára).

## Fogadtatása
Megjelenését követően a Chanelt méltatták a szexuális fluiditással kapcsolatos dalszövegéért. Austin Williams (The Undefeated) szerint a dal a „leghidegebb, legmelegesebb és legbiztosabban férfias flex a rap történetében.” Az LMBT rajongók a Chanelt egy biszexuális himnusznak nevezték. 2019-ben szerepelt a Pitchfork „A 2010-es évek 200 legjobb dala” listáján.
2017. március 15-én a francia luxusmárka, a Chanel kiadott két hirdetést a „Látjuk mindkét oldalt, mint Frank Ocean” aláírással. A Chanel egyik szóvivője azt mondta a The Fadernek, hogy „Mi így vesszük figyelembe a Chanel említését legutóbbi kislemezén.”

## Slágerlisták
| Slágerlista (2017)                   | Legmagasabb pozíció |
| ------------------------------------ | ------------------- |
| Brit kislemezlista (OCC)             | 80                  |
| Brit R&B-lista (OCC)                 | 16                  |
| Kanada (Canadian Hot 100)            | 72                  |
| US Billboard Hot 100                 | 72                  |
| US Hot R&B/Hip-Hop Songs (Billboard) | 30                  |
| Új-Zéland Heatseekers (RMNZ)         | 2                   |

## Minősítések
| Régió                    | Minősítés    | Példányszám |
| ------------------------ | ------------ | ----------- |
| Dánia (IFPI Denmark)     | Aranylemez   | 45 000      |
| Egyesült Államok (RIAA)  | Platinalemez | 1 000 000   |
| Egyesült Királyság (BPI) | Aranylemez   | 400 000     |

## Kiadások
| Régió       | Dátum             | Formátum           | Kiadó   | For.   |
| ----------- | ----------------- | ------------------ | ------- | ------ |
| Világszerte | 2017. március 10. | digitális letöltés | Blonded | [ 25 ] |